# Loms kommun
Loms kommun (norska: Lom kommune) är en kommun i Innlandet fylke i Norge. Kommunens centralort är Fossbergom (Lom). Angränsande kommuner är Skjåk i nordväst, Lesja i norr, Vågå i öster och sydöst, Vang i söder och Luster i sydväst.
Norges (och norra Europas) två högsta fjäll, Galdhøpiggen (2469 m ö.h.) och Glittertind (2452 m ö.h. + glaciär/snötäcke), ligger inom kommunens gränser. Det gör också sju av Norges tio högsta fjälltoppar, samt över halva ytan av Jotunheimens nationalpark. Norsk Fjellmuseum, etablerat 1994, är beläget i Loms kommun.
Kommunens målform är nynorska.

## Administrativ historik
Loms kommun bildades på 1830-talet samtidigt med flertalet andra kommuner i Norge. 1866 delades kommunen i Loms och Skjåks kommuner.

## Tätorter
I Loms kommun finns en tätort:
- Fossbergom (centralort)

## Socknar
Inom Norska kyrkan är Loms kommun indelad i tre socknar:
- Bøverdalens socken
- Garmo socken
- Loms socken

Socknarna ingår i Nord-Gudbrandsdals prosteri i Hamars stift.

## Kända personer
- Olav Aukrust (1883–1929), lyriker
- Knut Hamsun (1859–1952), författare
- Johan Storm (1836–1920), språkforskare
- Vera Henriksen (f. 1927), författare

## Bilder

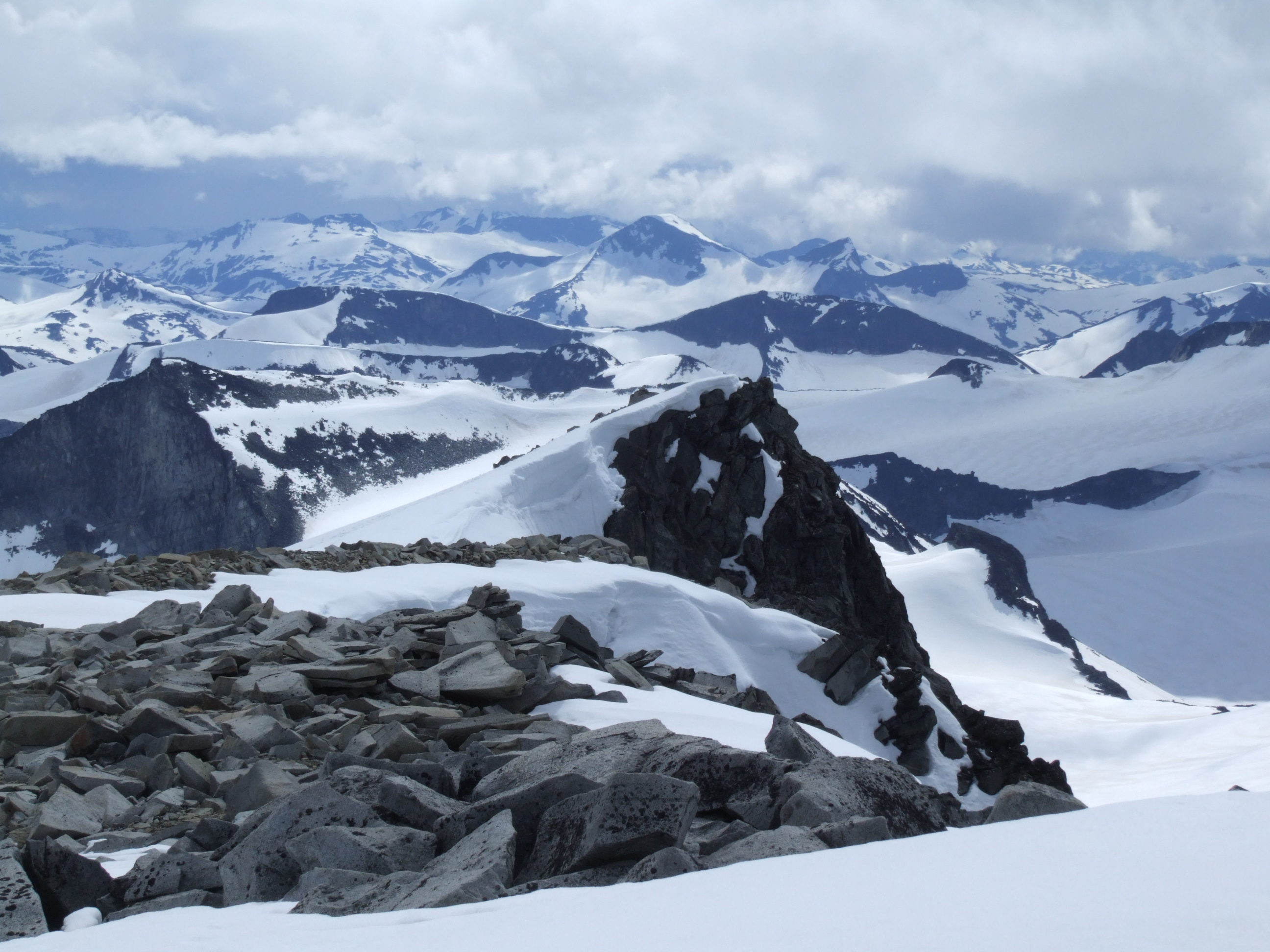
Utsikt från Galdhøpiggen.
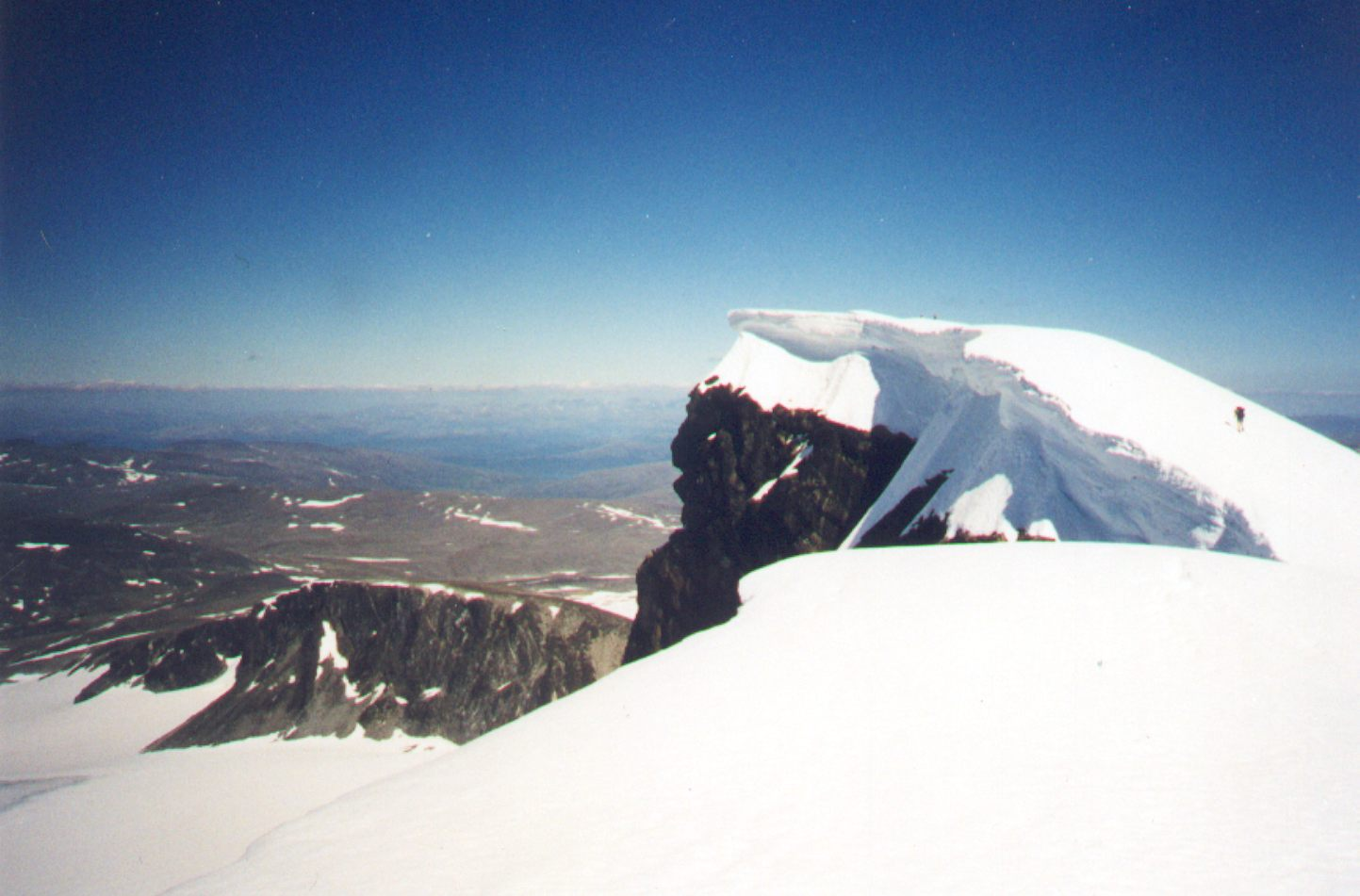
Glittertind.
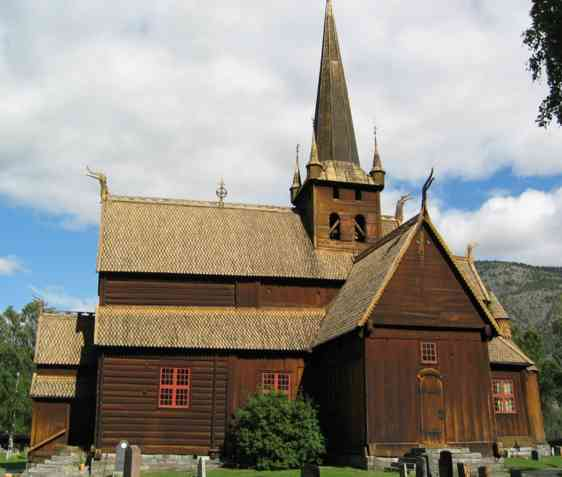
Loms stavkyrka.